# Evelin Schönhut-Keil
Evelin Schönhut-Keil (* 25. April 1960 in Homberg (Efze)) ist eine deutsche Politikerin (Grüne), ehemalige Erste Beigeordnete des Landeswohlfahrtsverbandes Hessen und vormalige Abgeordnete des Hessischen Landtags, Landesvorsitzende der hessischen Grünen sowie Spitzenkandidatin der Partei zur Landtagswahl 2003.

## Ausbildung und Beruf
Nach der Ausbildung zur Verwaltungsbeamtin (1977–1979) war Schönhut-Keil bis 1981 als Verwaltungsbeamtin im Sozialamt, 1982–1986 als stellvertretende Verwaltungsleiterin einer Ausbildungswerkstatt für ehemals Drogenabhängige und 1986–1988 als Verwaltungsleiterin in einem Forschungsinstitut für AIDS- und Krebsforschung tätig.

## Politik
Schönhut-Keil gehört zu den Gründungsmitgliedern der Grünen und hat von Beginn an im Bereich der Sozialpolitik gearbeitet. Zusammen mit ihrem ersten Mann, Rolf Keil, gründete sie den Grünen-Kreisverband im Main-Taunus-Kreis und den Ortsverband in Eppstein.
Bei den parteiinternen Auseinandersetzungen zwischen Fundis und Realos schloss sich Schönhut-Keil dem gemäßigten Flügel um Joschka Fischer an, ohne indessen in schärfere, öffentliche Kontroversen verwickelt zu werden. Joschka Fischer kandidierte dann auch erstmals für den Deutschen Bundestag über den Wahlkreis Main-Taunus.
Als überzeugte Realpolitikerin der „ersten Stunde“ war sie seit Mitte der achtziger Jahre im Bundeshauptausschuss der Partei sowie im Bundesfinanzrat vertreten. Unregelmäßigkeiten in der Finanzierung des sogenannten Haus Wittgenstein (erster Parteisitz in Bonn-Troisdorf) wurden von ihr mit aufgedeckt und führten in einer langen Folge von parteiinternen Auseinandersetzungen zum Rücktritt des damaligen Bundesvorstandes. Ihre Arbeit als Landesschatzmeisterin und Mitglied im geschäftsführenden Landesvorstand der Grünen Hessen ebneten ihr den Sprung in den Hessischen Landtag. 
Im Jahr 1991 erfolgte ihre erste Wahl in den Hessischen Landtag über die Landesliste. Dort war sie zwischen 1991 und 1995 sowie zwischen 2003 und 2005 Vizepräsidentin des Hessischen Landtages und von 1997 bis 1998 stellvertretende Vorsitzende der Landtags-Enquete-Kommission Familienfreundliches Hessen. Von 2000 bis 2003 bekleidete sie die Funktion der stellvertretenden Fraktionsvorsitzenden der Fraktion Bündnis 90/Die Grünen im Hessischen Landtag. Ihr Wahlkreis war der Main-Taunus-Kreis.

### Ämter in der Partei
In der Partei hatte sie eine Vielzahl von Ämtern inne:
- 1986–1987 Mitglied im Bundeshauptausschuss
- 1987–1988 Mitglied im Landesvorstand Hessen
- 1988–1991 Landesschatzmeisterin
- 1993–1995 erneut Mitglied im Landesvorstand
- 2001–2005 Landesvorsitzende in Hessen
- 2003 Spitzenkandidatin bei der hessischen Landtagswahl
- 2007–2009 beratendes Mitglied im Landesvorstand als Vertreterin der hauptamtlichen Dezernenten.

### Weitere Ämter
Im Jahr 2004 war sie Mitglied der 12. Bundesversammlung zur Wahl des Bundespräsidenten.
Am 6. Juli 2005 wurde sie mit der schwarz-grün-gelben Mehrheit (Jamaika-Koalition) der Verbandsversammlung zur Ersten Beigeordneten des Landeswohlfahrtsverband Hessen gewählt. Diese Aufgabe endete im April 2012.
Schönhut-Keil war zuständig für die Reform der Eingliederungshilfe für Menschen mit Behinderungen in Hessen. Sie setzte sich für einen personenzentrierten Ansatz der individuellen Hilfeplanung für diesen Personenkreis und den Ausbau der ambulanten Hilfen ein.
Sie war Vorstandsmitglied des Berufsförderungswerkes Bad Vilbel.
Schönhut-Keil ist Mitglied im Präsidium des Internationalen Bundes (IB), Vizepräsidentin des Förderkreises der Selbsthilfe im Taunus e. V. (SiT) mit Sitz in Hattersheim und Mitglied im Kuratorium der Landesstiftung Miteinander in Hessen.
2021 Mitglied der Gemeindevertretung in Niedernhausen sowie Vorsitzende des Ortsverbandes Bündnis 90/Die Grünen.